# جدایی دین از دولت

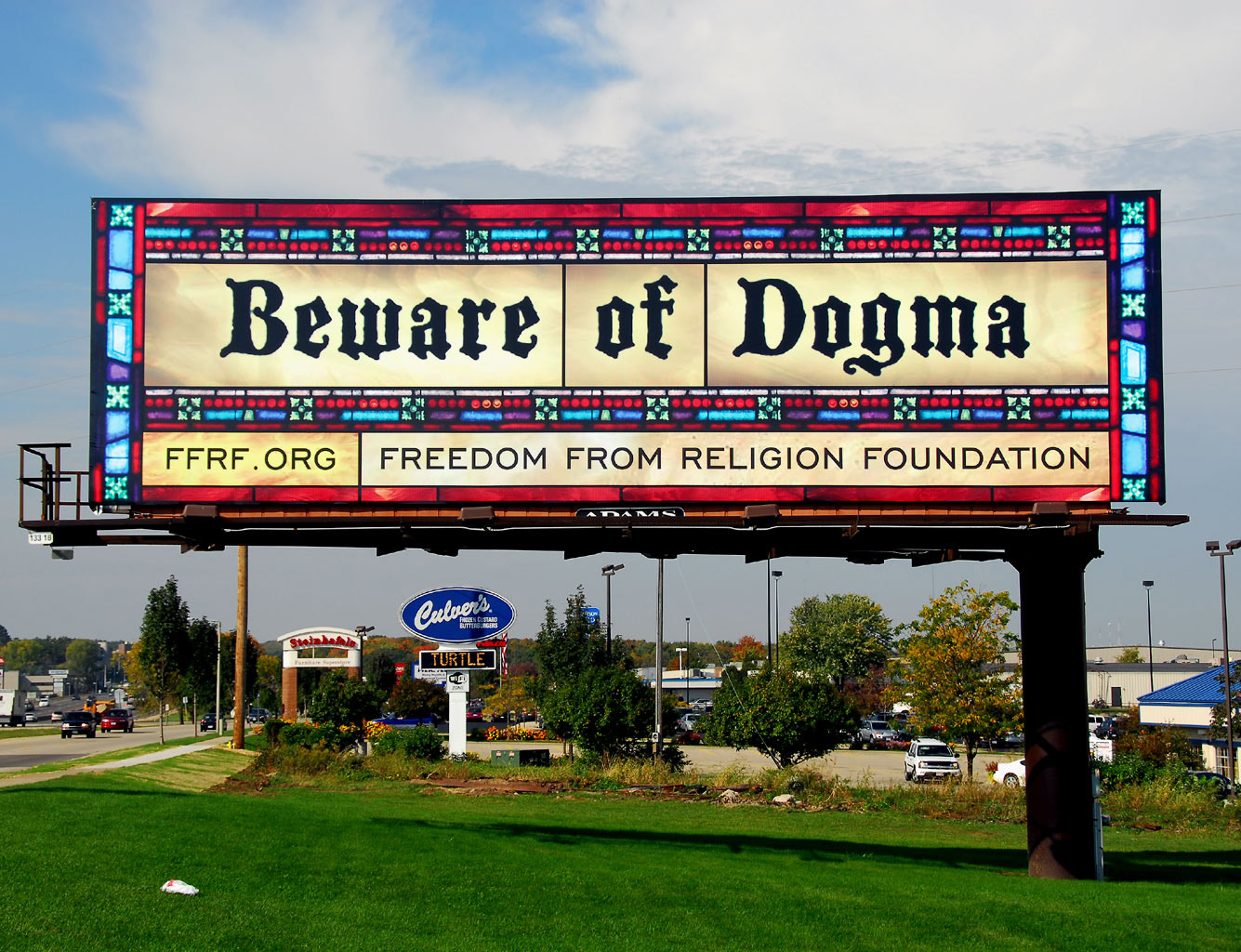
یک تابلوی تبلیغاتی از «بنیاد آزادی از مذهب» که در آن نوشته شده: «بر حذر باشید از عقاید تعصب‌آمیز.»

جدایی دین از دولت نوعی نگرش سیاسی و مدنی است. بر طبق این نگرش، دین و دولت بایستی جدای از یکدیگر بوده و در امور یکدیگر دخالت نورزند. این مفهوم با سکولاریسم تفاوت‌هایی دارد.
در توجیه یا رد این نظریه تاکنون کتاب‌ها و مقالات زیادی نوشته شده است. برخی آن را موجب شیوع یافتن درگیری و خصومت میان مذهب و قانون دانسته‌اند، یا اینکه از نتایج هراس‌انگیز و احتمالی آن، دخالت کردن نیروهای انتظامی در امور جامعه به نام مذهب را یاد کرده‌اند.

## تاریخچه

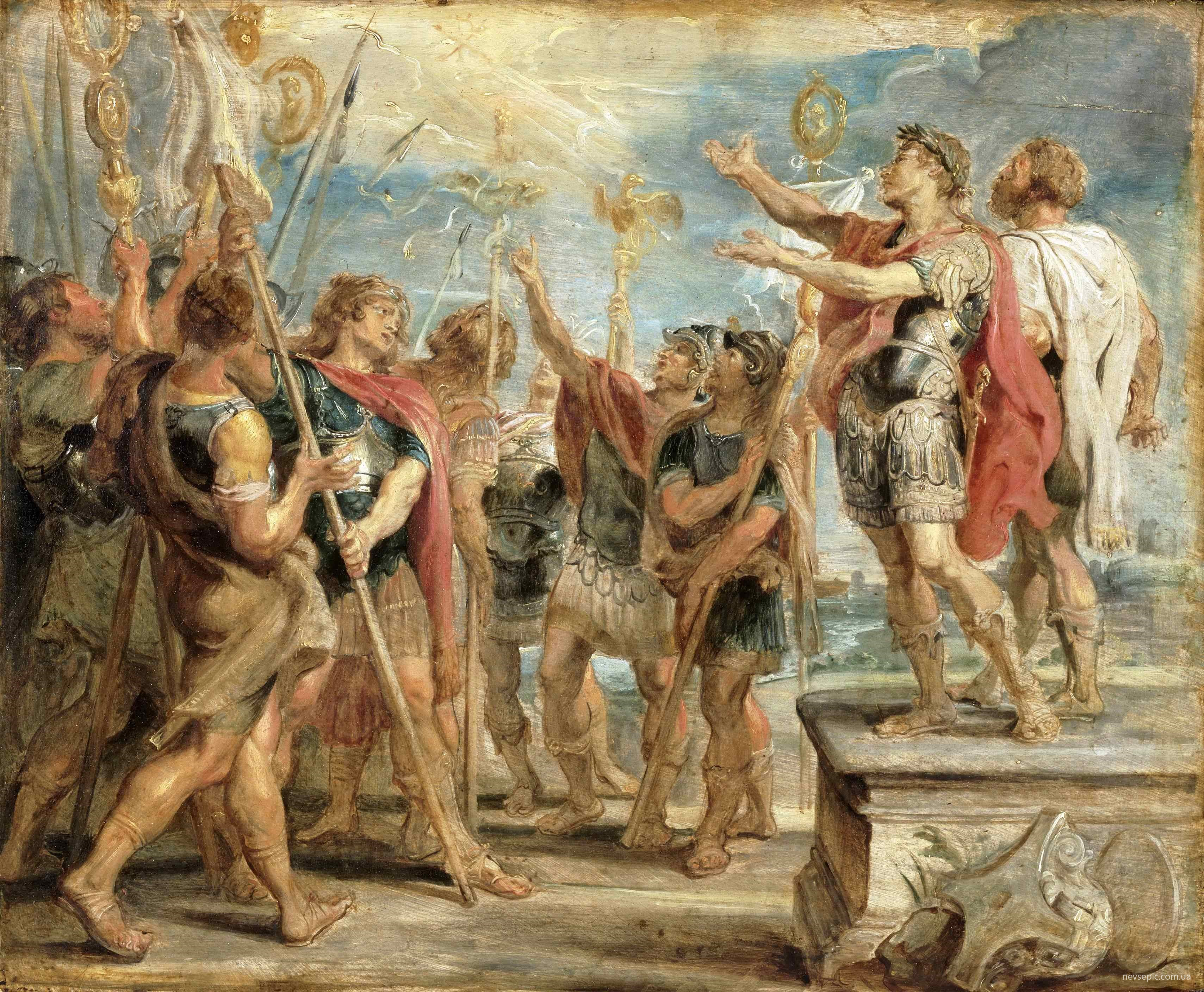
با ایمان آوردن کنستانتین امپراتور روم، دین مسیحیت برای نخستین بار رسماً وارد حیطهٔ سیاست و حکومت شد. تابلو از پیتر روبنز، قرن هفدهم میلادی.

در اروپا، متأثر از عقل‌باوری عصر رنسانس و فرایند عرفی شدن امور قدسی، متفکرانی چون هوگو گروسیوس، ژان بُدِن، توماس هابز و ساموئل پوفندورف نظریات جدیدی ارائه کردند که حاکمیت را بدون توسل به اقتدار و مشروعیت مذهبی در اختیار پادشاهان قرار می‌داد. در واقع این نظریه‌پردازان منشأ مشروعیت و اقتدار حاکم را قرارداد اجتماعی ضمنی مبنی بر دفاع از امنیت و اجرای عدالت در میان مردم می‌دانستند. متأثر از تحولات این عصر و بعد از آن، ایدهٔ دوران‌ساز دیگری مطرح شد که بر اساس آن قلمرو حاکمان، دیگر جزیی از اموال شخصی آنان تلقی نمی‌شد و نوعی امانت عمومی محسوب می‌شد که حاکم به نیابت از کل جامعه آن را اداره می‌کرد و تأکید داشتند که مشروعیت حاکم از حقوق مالکیت به ارث رسیده یا قدیمی ناشی نمی‌شود، بلکه ریشه در این نظر دارد که او حافظ مصالح کل جامعه است. جمع‌آوری مالیات از سوی حاکمان نیز زمانی مشروع است که در جهت ارائهٔ خدمات عمومی و به‌ویژه برقراری نظم عمومی و جلوگیری از «جنگ همه علیه همه» باشد. اگرچه مشروعیت حاکمان را از آسمان به زمین آوردند، امّا این موجب محدودیت آنان نشد و مطلق‌العنانی و جباریت‌شان تداوم یافت؛ تا جایی که جامعهٔ غربی به این نتیجه رسید که برای احقاق حقوق انسان، باید دو نهاد سلطنت و روحانیت از قدرت جدا شوند. جدایی این دو نهاد تاریخی شرط ضروری، هرچند نه کافی، برای گذار به دموکراسی بوده است. با انواع جنبش‌های اجتماعی و انقلاب‌ها نهاد روحانیت را از قدرت جدا کردند؛ برخی از جوامع سلطنت را برانداختند و برخی دیگر نیز آن را به نهادی تشریفاتی و غیرحکومتی تقلیل دادند. این جوامع به وضوح دریافته بودند که دموکراسی بیش و پیش از آنکه آزادی و اختیار افراد در انتخاب حاکمان باشد، آزادی و اختیار در برکناری بدون خشونت آن‌هاست و از آنجا که سردمداران این دو نهاد نه با آرای مردم به قدرت می‌رسیدند و نه با آرای آن‌ها کنار می‌رفتند، پس کمترین قرابتی با دموکراسی و قرارداد اجتماعی نداشتند. از این رو، این دو نهاد به‌طور مطلق از نهاد قدرت جدا شدند.
برخی جان لاک را مبدع این نظریه در فرم مدرن و امروزی آن دانسته‌اند.

## وضعیت کشورها
روابط بین دین و دولت امروزه دارای اقسام و طیف گسترده‌ای در میان حکومت‌های جهان است. از یک سو در برخی کشورها همانند ترکیه و فرانسه، جدایی دین از دولت تا حدی پیش رفته است که از ورود دین و مذهب در دولت به شدت حراست می‌شود و از سوی دیگر، در برخی دیگر از کشورها همانند ایران قوانین و زمامداری کشور بر اساس شریعت و قوانین اسلام پایه‌گذاری شده است. البته در بسیاری از کشورها همانند ایالات متحده آمریکا، این روابط کمابیش حد واسطی بین این دو دیدگاه هستند.
حتی در کشورهای به ظاهر سکولار نیز روابط دین و سیاست همچنان دیده می‌شود. در بریتانیا، بر طبق قوانین مرسوم، پادشاه این کشور رهبر کلیسای بریتانیا نیز است و در آلمان کلیساها رسماً از دولت کمک دریافت می‌کنند. حتی در هند نیز، بعد از گذشت نیم قرن از درگذشت گاندی، دولت واجپایی خود را دولتی هندو خوانده است.

### آلمان

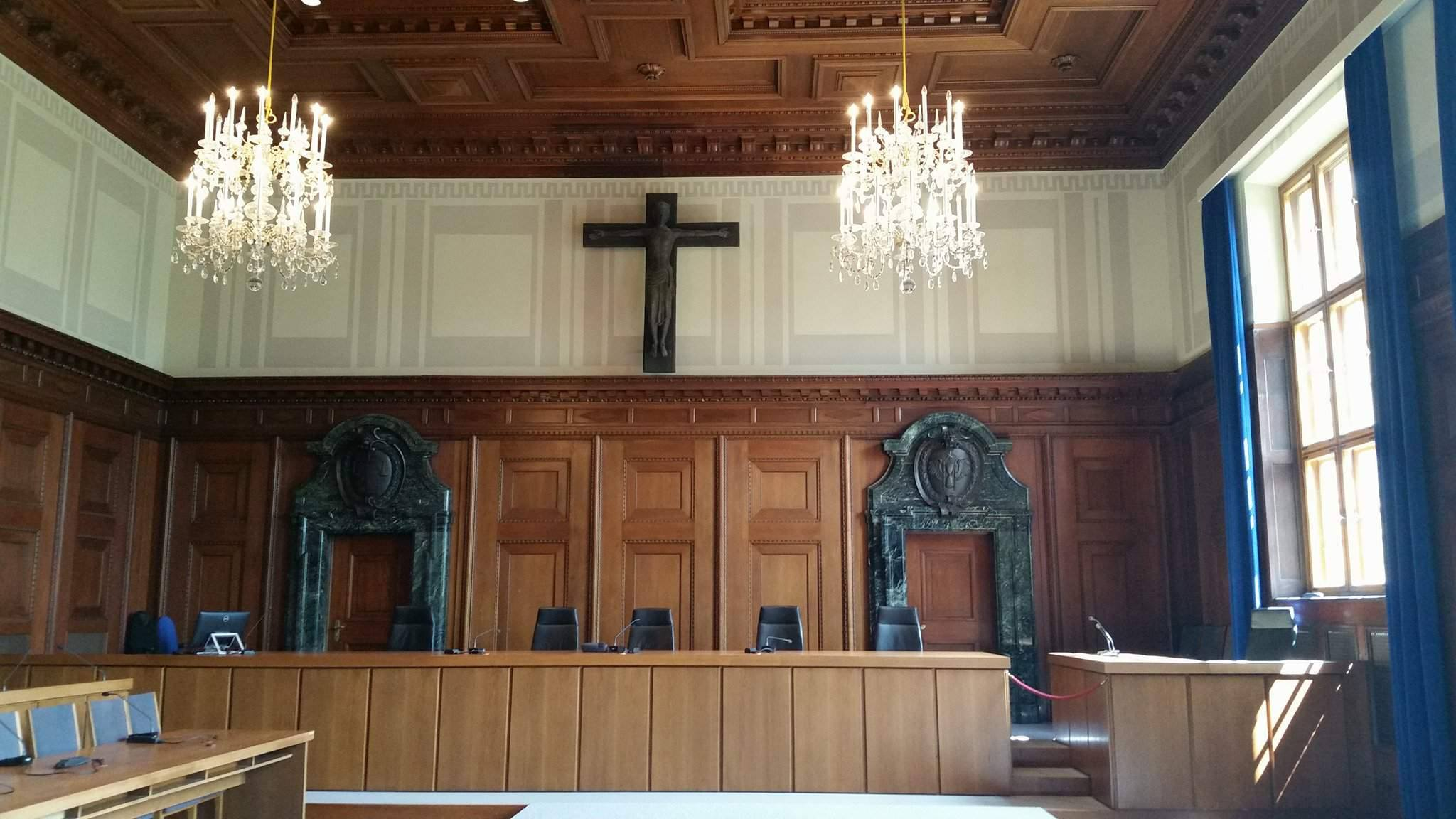
اتاق دادگاه با صلیب در نورنبرگ، آلمان، ژوئن ۲۰۱۶

قانون اساسی آلمان آزادی ادیان را تضمین می‌کند؛ امّا جدایی کامل دین و دولت در آلمان وجود ندارد. رسماً نهادهای مذهبی به عنوان Körperschaften des öffentlichen Rechts (کورپوریشن‌های حقوق عمومی، در برابر خصوصی) فعالیت می‌کنند. برای جوامع مذهبی، برخی مالیات‌ها (Kirchensteuer) توسط دولت جمع‌آوری می‌شوند؛ این به درخواست جامعه مذهبی انجام می‌شود و هزینه‌ای بابت این خدمت مطالبه می‌شود. آموزش مذهبی در آلمان در مدرسه یک درس اختیاری است. دولت آلمان دربارهٔ باورهای مذهبی، خود را بی‌طرف می‌داند. بنابراین نمی‌توان هیچ معلّمی را مجبور به تدریس دین کرد؛ امّا از طرف دیگر، همهٔ کسانی که آموزش مذهبی تدریس می‌کنند، نیاز به یک جواز رسمی از سوی جامعهٔ مذهبی‌شان دارند. به معاهده‌ها با سریر مقدس کنکوردا گفته می‌شود؛ در حالی که به پیمان‌ها با کلیساهای پروتستان یا چترهای جوامع یهودی «پیمان دولتی» گفته می‌شود. هر دو چارچوب قانونی برای همکاری بین نهادهای مذهبی و دولت آلمان در سطح فدرال و نیز ایالتی هستند.

### در ایالات متحده آمریکا
در ایالات متحده آمریکا، جدایی دین از سیاست در سطوح فدرال توسط قوانین مدنی این کشور تضمین شده است؛ به‌طوری‌که در اصلاحیه اول قانون اساسی ایالات متحده آمریکا نوشته شده:
هرگونه قانون‌گذاری که در آن هر دین و مذهبی چه مورد حمایت و چه منع گردد، توسط مجلس قانونگذاری آمریکا ممنوع خواهد بود.
در حقیقت این قانون را بنیان‌گذاران آمریکا وضع کردند. توماس جفرسون در این باب از ایجاد «دیواری میان دین و دولت» در نامه‌ای در سال ۱۸۰۲ سخن به میان آورد و جیمز مدیسون از عبارت «جدایی دین از دولت» در نامه‌های خود استفاده می‌کرد.
با این حال، از آن‌جایی که هر یک از ایالات در وضع قوانین خود تا حدودی اختیاراتی دارند، بسیاری از قوانین ایالتی آمریکا کماکان متأثر از دین و مذهب هستند. از این دسته می‌توان قوانین مناطق خشک الکلی را نام برد.

### در ایران
- موافقان

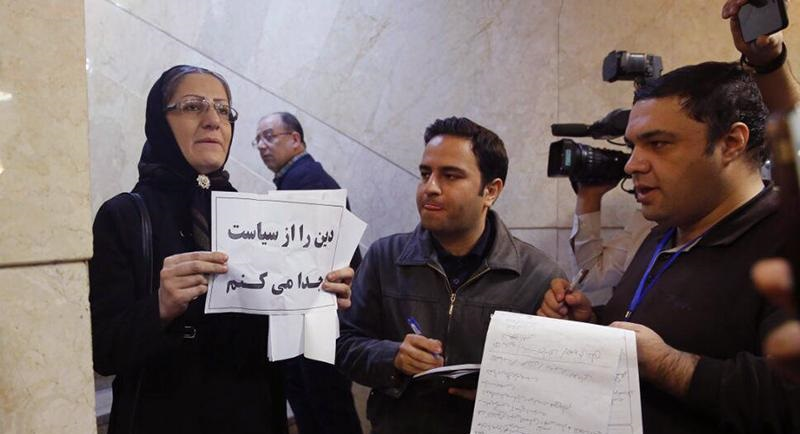
انتخابات ریاست‌جمهوری ایران (۱۳۹۶)

پیوند دین و سیاست در ایران پیشینه‌ای کهن دارد. در زمان هخامنشیان، کورش بزرگ خود را صاحب فر، و حکومت خویش را از این‌رو منشأ یافته از آهورا مزدا می‌دانست.
در دوران صفوی نیز شاه هم رئیس دولت و هم رهبر دینی بود. در دورهٔ مشروطیت، قانون اساسی مشروطه به سال ۱۹۰۶ نیز سلطنت را «موهبتی خدادادی» دانست و در زمان حکومت قاجار پادشاهان، خود را «سایهٔ خدا بر روی زمین» می‌نامیدند؛ امّا حکومت توسط مقام روحانیت چنان‌که در ایران امروز دیده می‌شود، پدیده‌ای است که پیشتر هم در کشورهایی مانند پاکستان و افغانستان با نام جمهوری اسلامی دیده شده ولی مقامات جمهوری اسلامی ایران بر این باورند که جمهوری اسلامی ایران چه در عالم تسنن، چه در عالم تشیع سابقه نداشته است.
روح‌الله خمینی، بنیان‌گذار جمهوری اسلامی ایران در طول عمرش و به‌ویژه در سال‌های پایانی از نظریه. جدایی دین از سیاست به عنوان «اسلام آمریکایی» نام می‌برد، تا جایی که در مورد دخالت نکردن دین در سیاست اظهار داشت:
اسلام آمریکایی این بود که ملاها باید بروند درسشان را بخوانند، چه کار دارند با سیاست… از بس تزریق شده بود در این مغزها که باورشان آمده بود که باید برویم توی مدرسه درس بخوانیم و چه کار داریم به اینکه به ملّت چه می‌گذرد… امر حکومت با قیصر است؛ به ما چه ربطی دارد!
و در دیدار با نمایندگان مجلس شورای اسلامی در جماران در ششم خرداد ۱۳۶۰ همچنین گفت:
این را بدانید که تنها روحانیت می‌تواند در این مملکت کارها را از پیش ببرد. فکر نکنید که بخواهید کنار بگذارید روحانیت را.
جدایی‌ناپذیر بودن دین از سیاست در حقیقت از ارکان کنونی نظام جمهوری اسلامی ایران است. امروزه، از میان ۱۹۲ عضو سازمان ملل متحد، ایران تنها کشوری در جهان است که بنا و اساس آن بر مبنای دین‌سالاری است.
- مخالفان

برخی از سیاستمداران و اندیشمندان ایران، عدم دخالت دین در سیاست را توصیه کرده‌اند. افرادی مانند مهدی بازرگان و عبدالکریم سروش و مهدی حائری یزدی که در ابتدا با جمهوری اسلامی همکاری داشته‌اند، امّا در نوشته‌ها و گفته‌های بعدی‌شان موافق این جدایی بوده‌اند.
حائری یزدی در کتاب خود حکمت و حکومت به خوبی این نظر را بیان کرده است:
خلاصه کلام این است که نه از مفهوم نبوت و نه از مفهوم امامت، هیچ ایما و اشاره‌ای به تشکیل یک نظام سیاسی که مسئولیت اجرای تکالیف را برعهده بگیرد، استنباط نمی‌شود. تنها این خود مردم و مکلفین‌اند که باید همان‌گونه که در تدبیر بهزیستی خود و خانوادهٔ خویش می‌کوشند، به همان نحو، فرد اکمل و اصلح جامعهٔ خود را که احیاناً پیامبر یا امام است، شناسایی کرده و برای زمامداری سیاسی کشور خود انتخاب نمایند… آیین کشورداری نه جزوی از نبوت است و نه در ماهیت امامت که همه دانایی است، مدخلیت دارد.

همچنین مهدی بازرگان می‌نویسد:
گرچه در احادیث و کلمات پیامبران توصیه‌هایی در زمینه‌های مختلف زندگی وجود دارد، خطبه‌های نهج البلاغه و نامه‌های حضرت امیر، ضمن آنکه شامل خداشناسی، دین‌شناسی و تعلیم و تربیت است، نسبت به اخلاق و تربیت اجتماعی و مسائل حکومتی و ادارهٔ حکومت عنایت وافر دارد، امّا آنان افزون بر وظایف رسالت و امامت، معلّم و مصلح و موظف به خدمت و اعمال صالح بودند… تعلیماتی که از این نظرها داده‌اند، در عین ارزنده و ممتاز بودن، جزیی از دین و شریعت حساب نمی‌شود و مشمول «ان هو الا وحی یوحی» نمی‌گردد.